# نامگذاری جهان‌های فراخورشیدی
نامگذاری جهان‌های فراخورشیدی (انگلیسی: NameExoWorlds) که با نام «نامگذاری جهان‌های فراخورشیدی اتحادیه بین‌المللی اخترشناسی» نیز شناخته می‌شود پروژه‌های مختلفی بودند که توسط ااتحادیه بین‌المللی اخترشناسی (I.A.U.) مدیریت می‌شدند تا نام‌هایی را برای اجرام فضایی، به ویژه سیاره‌های فراخورشیدی، ارائه دهند. نام‌های پذیرفته شده سپس برای تصویب رسمی توسط این سازمان برای گفتگو در نظر گرفته می‌شدند.

## پروژه‌ها
نخستین پروژه از این مورد پروژهٔ: نامگذاری جهان‌های فراخورشیدی۱ (NameExoWorlds I)، در سال ۲۰۱۵ بود که نامگذاری ستارگان و سیاره‌های فراخورشیدی را در نظر گرفت.[۱] تا زمان پایان مسابقه در ۳۱ اکتبر ۲۰۱۵، ۵۷۳٬۲۴۲ رأی توسط اعضا ارائه شد و نام ۳۱ سیاره فراخورشیدی و ۱۴ ستاره از بین آنها انتخاب شد. بسیاری از نام‌های انتخاب شده بر اساس تاریخ، اساطیر و ادبیات جهان بودند.